# Окислительно-восстановительные реакции
Окисли́тельно-восстанови́тельные реа́кции (ОВР), также редокс (сокр. англ. redox, от reduction-oxidation — восстановление-окисление) —  химические реакции, протекающие с изменением степеней окисления атомов, входящих в состав реагирующих веществ (или ионов веществ), реализующиеся путём перераспределения электронов между атомом-окислителем (акцептором) и атомом-восстановителем (донором).

## Историческая справка
Издавна учёные полагали, что окисление — потеря флогистона (особого невидимого горючего вещества, термин которого ввёл  Иоганн Бехер), а восстановление — его приобретение. Но, после создания А. Лавуазье в 1777 году кислородной теории горения, к началу XIX века химики стали считать окислением взаимодействие веществ с кислородом, а восстановлением их превращения под действием водорода. Тем не менее в качестве окислителя могут выступать и другие элементы, например
{\displaystyle {\mathsf {Fe+2HCl\rightarrow FeCl_{2}+H_{2}\uparrow }}}
В этой реакции окислитель — ион водорода — H+, а железо выступает в роли восстановителя.
В соответствии с электронно-ионной теорией окисления-восстановления, разработанной Л. В. Писаржевским в 1914 г., окисление — процесс отщепления электронов от атомов или ионов элемента, который окисляется; Восстановлением называется процесс присоединения электронов к атомам или ионам элемента, каковой восстанавливается. Например, в реакции
{\displaystyle {\mathsf {{\stackrel {0}{\mbox{Zn}}}+{\stackrel {0}{\mbox{Cl}}}_{2}\rightarrow {\stackrel {+2}{\mbox{Zn}}}{\stackrel {-1}{\mbox{Cl}}}_{2}}}}
атом цинка теряет два электрона, то есть окисляется, а молекула хлора присоединяет их, то есть восстанавливается.

## Описание
В процессе окислительно-восстановительной реакции восстановитель отдаёт электроны, то есть окисляется; окислитель присоединяет электроны, то есть восстанавливается. Причём любая окислительно-восстановительная реакция представляет собой единство двух противоположных превращений — окисления и восстановления, происходящих одновременно и без отрыва одного от другого.

### Окисление
Окисление — процесс отдачи электронов с увеличением  степени окисления.
При окисле́нии у веществ в результате отдачи электронов  увеличивается степень окисления. Атомы окисляемого вещества называются донорами электронов, а атомы окислителя — акцепторами электронов.
В некоторых случаях при окислении молекула исходного вещества может стать нестабильной и распасться на более стабильные и более мелкие составные части (см. Свободные радикалы). При этом некоторые из атомов получившихся молекул имеют более высокую степень окисления, чем те же атомы в исходной молекуле.
Восстановитель, отдавая электроны, приобретает окислительные свойства, превращаясь в сопряжённый окислитель (сам процесс называется окислением):
восстановитель — e− ↔ сопряжённый окислитель.
Несвязанный, свободный электрон является сильнейшим восстановителем.

### Восстановление
Восстановле́ние — процесс присоединения электронов атомом вещества, при этом его степень окисления понижается.
Также при восстановлении атомы или ионы присоединяют электроны. При этом происходит понижение степени окисления элемента. Примеры: восстановление оксидов металлов до свободных металлов при помощи водорода, углерода, других веществ; восстановление органических кислот в альдегиды и спирты; гидрогенизация жиров и др.
Окислитель, принимая электроны, приобретает восстановительные свойства, превращаясь в сопряжённый восстановитель (сам процесс называют восстановлением):
окислитель + e− ↔ сопряжённый восстановитель.

### Окислительно-восстановительная пара
Окислитель и его восстановленная форма, либо восстановитель и его окисленная форма составляет сопряжённую окислительно-восстановительную пару, а их взаимопревращения являются окислительно-восстановительными полуреакциями.
В любой окислительно-восстановительной реакции принимают участие две сопряжённые окислительно-восстановительные пары, между которыми имеет место конкуренция за электроны, в результате чего протекают две полуреакции: одна связана с присоединением электронов, то есть восстановлением, другая — с отдачей электронов, то есть окислением.

## Виды окислительно-восстановительных реакций
Межмолекулярные — реакции, в которых окисляющиеся и восстанавливающиеся атомы находятся в молекулах разных 
веществ, например:
{\displaystyle {\mathsf {H_{2}S+Cl_{2}\rightarrow S+2HCl}}}
Внутримолекулярные — реакции, в которых окисляющиеся и восстанавливающиеся атомы находятся в молекулах одного и того же вещества, например:
{\displaystyle {\mathsf {2H_{2}O\rightarrow 2H_{2}+O_{2}}}}
Диспропорционирование (самоокисление-самовосстановление) — реакции, в которых один и тот же элемент выступает и как окислитель, и как восстановитель, например:
{\displaystyle {\mathsf {H_{2}O+Cl_{2}\rightarrow HCl+HClO}}}
Репропорционирование (конпропорционирование) — реакции, в которых из двух различных степеней окисления одного и того же элемента получается одна степень окисления:
{\displaystyle {\mathsf {SO_{2}+2H_{2}S\rightarrow 3S+2H_{2}O}}}

## Примеры
Окислительно-восстановительная реакция между водородом и фтором
{\displaystyle {\mathsf {{\stackrel {0}{\mbox{H}}}_{2}+{\stackrel {0}{\mbox{F}}}_{2}\rightarrow 2{\stackrel {+1}{\mbox{H}}}{\stackrel {-1}{\mbox{F}}}}}}
Разделяется на две полуреакции:
1) Окисление:
{\displaystyle {\mathsf {{\mbox{H}}_{2}^{0}-2{\mbox{e}}^{-}\rightarrow 2{\mbox{H}}^{+}}}}
2) Восстановление:
{\displaystyle {\mathsf {{\mbox{F}}_{2}^{0}+2{\mbox{e}}^{-}\rightarrow 2{\mbox{F}}^{-}}}}
Процесс отдачи электронов — окисление. При окислении степень окисления повышается.
{\displaystyle {\mathsf {{\mbox{H}}_{2}^{0}-2{\mbox{e}}^{-}\rightarrow 2{\mbox{H}}^{+}}}}
{\displaystyle {\mathsf {{\mbox{S}}^{2-}-2{\mbox{e}}^{-}\rightarrow {\mbox{S}}^{0}\downarrow }}}
{\displaystyle {\mathsf {{\mbox{Al}}^{0}-3{\mbox{e}}^{-}\rightarrow {\mbox{Al}}^{3+}}}}
{\displaystyle {\mathsf {{\mbox{Fe}}^{2+}-{\mbox{e}}^{-}\rightarrow {\mbox{Fe}}^{3+}}}}
{\displaystyle {\mathsf {2{\mbox{Hal}}^{-}-2{\mbox{e}}^{-}\rightarrow {\mbox{Hal}}_{2}^{0}}}}
Процесс присоединения электронов — восстановление. При восстановлении степень окисления понижается:
{\displaystyle {\mathsf {{\mbox{O}}_{2}^{0}+4{\mbox{e}}^{-}\rightarrow 2{\mbox{O}}^{2-}}}}
{\displaystyle {\mathsf {{\mbox{Mn}}^{7+}+5{\mbox{e}}^{-}\rightarrow {\mbox{Mn}}^{2+}}}}
{\displaystyle {\mathsf {{\mbox{Mn}}^{4+}+2{\mbox{e}}^{-}\rightarrow {\mbox{Mn}}^{2+}}}}
{\displaystyle {\mathsf {{\mbox{Cr}}^{6+}+6{\mbox{e}}^{-}\rightarrow {\mbox{Cr}}^{0}}}}
Атомы или ионы, которые в данной реакции присоединяют электроны, являются окислителями, а атомы или ионы, которые отдают электроны — восстановителями.
Для нахождения пропорции веществ, вступающих в химическую реакцию, часто требуется уравнять ОВР. Уравнивание ОВР сводится к нахождению стехиометрических коэффициентов (то есть, количества молей каждого соединения). Стехиометрические коэффициенты могут принимать только значения целых величин от 1 и выше, дробные стехиометрические коэффициенты допускаются лишь в некоторых случаях записи термохимических уравнениях. Различают два метода уравнивания ОВР: метод полуреакций и метод электронного баланса. Метод электронного баланса более прост и используется в случае протекания реакции в газообразной среде (например, процессы горения или термического разложения соединений). Метод полуреакций более сложен и используется в случае протекания реакции в жидкой среде. Метод полуреакций оперирует не свободными атомами и одноатомными ионами, а реально существующими в растворе частицами (ионами), образовавшимися в результате процессов растворения и/или диссоциации реагирующих веществ. Оба метода занимают важное место в базовом курсе общей и неорганической химии, изучаемом студентами различных учебных заведений.